# Da Game Is to Be Sold, Not to Be Told
Da Game Is to Be Sold Not to Be Told – trzeci studyjny album amerykańskiego rapera Snoop Dogga, jego pierwszy dla No Limit Records, ale i pierwszy album, który nie został wyprodukowany przez Death Row Records. Wydając ten album Snoop Doggy Dogg zmienił swój pseudonim na Snoop Dogg.
Da Game zadebiutował na 1. miejscu listy Billboard 200 sprzedając się w ponad 519 000 egzemplarzy, i pozostał na szczycie w drugim tygodniu również poprzez sprzedaż dodatkowych 246 000 egzemplarzy. Zgodnie z SoundScan został zatwierdzony podwójną platyną w tym samym roku.

## Lista utworów
| #   | Tytuł                     | Producent                | Gościnnie                                         | Czas |
| --- | ------------------------- | ------------------------ | ------------------------------------------------- | ---- |
| 1.  | „Snoop World”             | KLC                      | Master P                                          | 5:20 |
| 2.  | „Slow Down”               | O’Dell                   | Mia X, O’Dell, Anita Thomas                       | 4:10 |
| 3.  | "Woof!”                   | Craig B & Master P       | Fiend, Mystikal                                   | 4:22 |
| 4.  | „Gin & Juice II”          | Carlos Stephens          |                                                   | 3:36 |
| 5.  | „Show Me Love”            | DJ Pooh                  | Charlie Wilson                                    | 3:53 |
| 6.  | „Hustle & Ball”           | O’Dell                   |                                                   | 3:26 |
| 7.  | „Don’t Let Go”            | DJ Darryl                |                                                   | 3:47 |
| 8.  | „Tru Tank Doggs”          | KLC                      | Mystikal                                          | 3:55 |
| 9.  | „Whatcha Gon Do?”         | Master P                 | Master P                                          | 2:37 |
| 10. | „Still a G Thang”         | Meech Wells              |                                                   | 4:20 |
| 11. | „20 Dollars to My Name”   | Master P                 | Fiend, Master P, Silkk the Shocker, & Soulja Slim | 4:09 |
| 12. | „D.O.G.'s Get Lonely 2"   | Meech Wells & Snoop Dogg | Jon B                                             | 3:15 |
| 13. | „Ain’t Nut’in Personal”   | Craig B                  | C-Murder, Silkk The Shocker,                      | 3:37 |
| 14. | „Dogg Pound Gangsta”      | Craig B                  | C-Murder, Eddie Griffin                           | 4:53 |
| 15. | „Game Of Life”            | Carlos Stephens          | Steady Mobb’n                                     | 3:52 |
| 16. | „See Ya When I Get There” | Meech Wells              | C-Murder & Mystikal                               | 3:20 |
| 17. | „Pay For Pussy”           | Snoop Dogg               | Big Pimpin’ Delemond                              | 1:43 |
| 18. | „Picture This”            | Craig B                  | Mia X                                             | 2:31 |
| 19. | „Doggz Gonna Get Ya”      | KLC                      | Mac                                               | 4:59 |
| 20. | „Hoes, Money & Clout”     | Soopafly                 |                                                   | 3:21 |
| 21. | „Get Bout It & Rowdy”     | KLC                      | Master P                                          | 4:22 |